# Bobi Božinovski
Bobi Božinovski (in macedone Боби Божиновски?; Skopje, 24 febbraio 1981) è un ex calciatore macedone, di ruolo centrocampista.

## Palmarès

### Club

#### Competizioni nazionali
- Campionato macedone: 2

Vardar: 2001-2002, 2002-2003